# Jan Trnka z Raciborzan
Jan Trnka z Raciborzan (ur. ok. 1450, zm. 1501) – herbu Sarza, starosta sądecki, olsztyński, oświęcimski (1495–1501), hetman wojsk zaciężnych 1497–1499?.

## Życiorys
Pochodził z Czech. Sprawował urząd starosty sądeckiego oraz hetmana wojsk zaciężnych w czasie wojny polsko-tureckiej (1485–1503).
26 czerwca 1497 r. na czele ogromnej armii (która liczyła od 40 do nawet 70 tys. ludzi), wyruszył z wyprawą wojenną króla Jana I Olbrachta przeciwko Hospodarstwu Mołdawii, której celem było osadzenie na tronie mołdawskim Zygmunta Jagiellończyka. Wyprawa ta zakończyła się klęską i pogromem wojsk polskich w bitwie pod Koźminem.